# María Domínguez Remón
María Domínguez Remón (Pozuelo de Aragón, Saragossa, 1 d'abril de 1882 - Fuendejalón, Saragossa, 7 de setembre de 1936) va ser una periodista, poetessa i política republicana i socialista espanyola. El 1932 va ser la primera alcaldessa democràtica de la Segona República Espanyola a la localitat de Gallur, Saragossa. Va ser afusellada per les tropes franquistes a l'inici de la Guerra Civil.

## Biografia

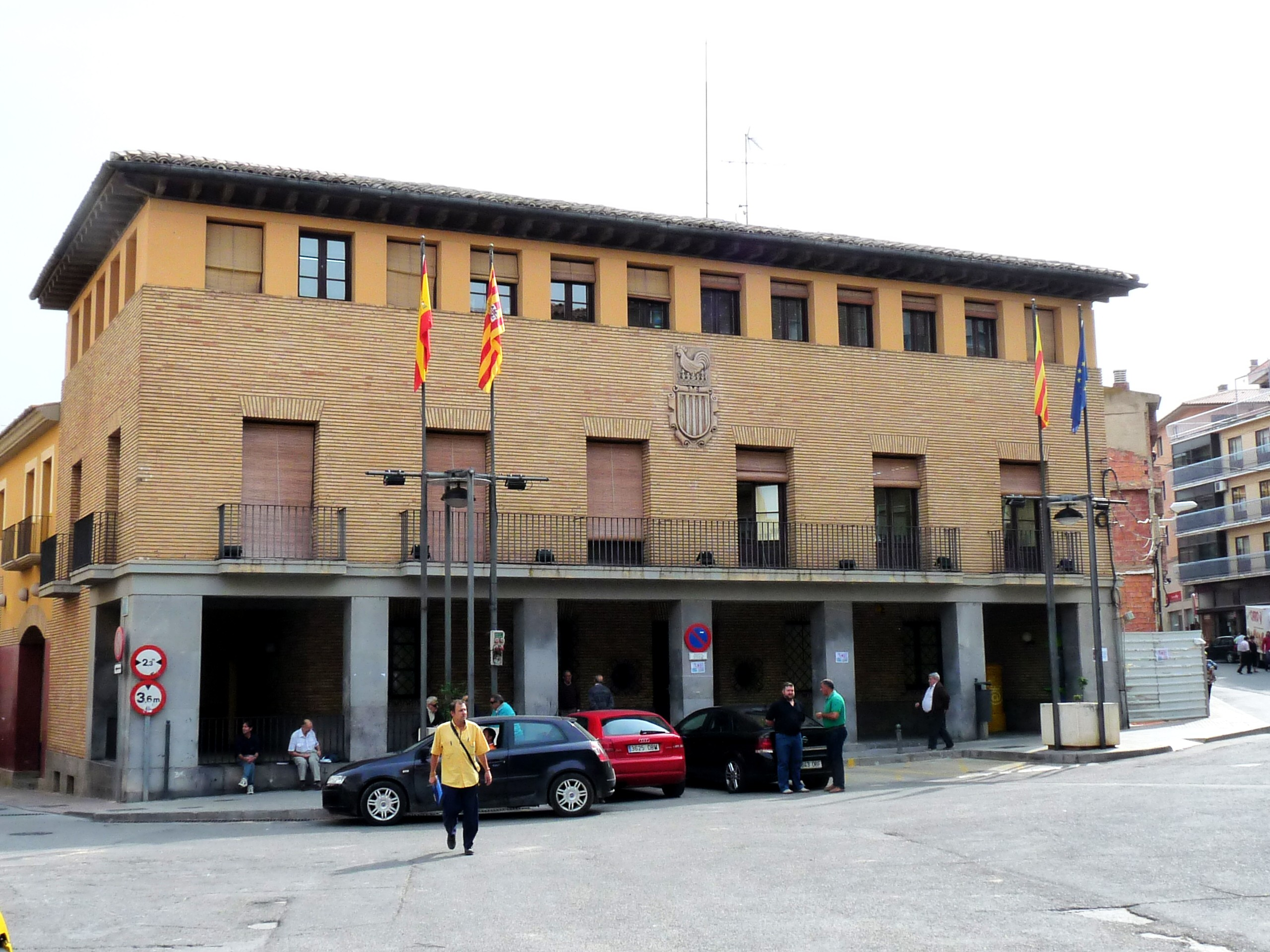
Ajuntament de Gallur, Saragossa.

Era la segona filla d'una família humil de camperols. Amb prou feines va poder anar uns anys a l'escola, per la qual cosa va obtenir la seva formació de forma autodidacta. Per imposició es va casar amb Bonifacio Ba Cercé als 18 anys. Set anys després, cansada d'humiliacions i maltractaments, va fugir de la llar cap a Barcelona, on va treballar com a minyona.
Va tornar a Pozuelo de Aragón i, amb els estalvis que havia aconseguit reunir, es va comprar una màquina de fer mitges que li va proporcionar una forma de guanyar-se la vida. Va començar a escriure i va enviar un article al diari El País de Madrid, que li va ser publicat. Va començar a estudiar Magisteri. El 1914 es va presentar a l'examen amb resultat negatiu. Es va instal·lar a Saragossa matriculada en el torn nocturn de l'Escola d'Arts i Oficis mentre treballava cosint mitges a màquina a casa seva.
Aviat es va convertir en assídua col·laboradora del setmanari republicà El Ideal de Aragón, òrgan d'expressió del Partit Republicà Autònom Aragonès, acabat de crear, on va escriure amb el pseudònim Imperia. El 1917 va treballar com a mestra no titulada durant uns mesos en una escola del caseriu de Mendiola, a la vall navarresa de Baztan, però va haver d'abandonar-ho per problemes de salut. No obstant això, va tenir temps de presentar-se als exàmens de l'Escola de Magisteri de Pamplona, en els quals aquesta vegada va aprovar. Va emmalaltir greument per l'epidèmia de grip de 1918, que la va deixar al llit més d'un any.
Va treballar de minyona a casa del sogre del polític republicà Venancio Sarría. El 1922 va quedar vídua i va contreure segones noces amb l'esquilador vidu Arturo Segundo Romanos a l'església de San Gil de Saragossa. Es va instal·lar amb el seu marit a Gallur. Allí, tots dos van participar en la constitució de la UGT a la fi de la Dictadura de Primo de Rivera.
Va col·laborar en el setmanari socialista Vida Nueva de Saragossa, el primer número de la qual va aparèixer el 4 de maig de 1930. A partir del 14 d'abril de 1931 va dur a terme una intensa labor de propaganda feminista, socialista i republicana. Des dels seus escrits defensava la República de la vella política, combatia els enemics de la democràcia, pregonava el paper actiu de la dona i denunciava les injustícies properes.
El juliol del 1932 l'ajuntament de Gallur escollit a les eleccions d'abril de 1931 dimiteix en ple davant la pressió popular i els conflictes polítics que enfronten el país. El Governador civil de la província la va designar com a presidenta d'una Comissió Gestora convertint-se així en la primera dona a estar al capdavant d'una alcaldia. Va ocupar el càrrec d'alcaldessa de Gallur des del 29 de juliol de 1932 al 6 de febrer de 1933. Va assistir al XVII Congrés de la UGT del 1932, on va ser secretària de la 10a sessió.
El 6 de febrer de 1933 va haver de dimitir del càrrec per una llei aprovada al Congrés que substituïa les comissionis gestores creades amb caràcter transitori. Se'n va anar satisfeta de la seva labor, però desil·lusionada i cansada de tanta censura per a les seves preocupacions pel municipi.
Després de deixar l'alcadia es va dedicar a la docència i a les col·laboracions periodístiques. Els seus textos eren militants i incisius, carregats d'ironia, intel·ligència i una mirada pròpia sobre el món. Alguns dels seus articles els signava amb el pseudònim María la tonta.
Els valors que defensava eren la igualtat de la dona, la llibertat de pensament, el sufragi universal, el vot femení, la lluita contra l'opressió, l'alliberament dels prejudicis culturals i religiosos, l'ensenyament, la cultura com a motor de canvi, la superació, el valor, l'amor no imposat sinó escollitt lliurement i el fet de plasmar els ideals en accions concretes.
El 1934 la progressista Editorial Castro de Madrid va publicar el llibre Opiniones de mujeres, en què es recullen quatre de les seves conferències: Feminismo, La mujer en el pasado, en el presente y en el porvenir, El socialismo y la mujer i Costa y la República. El volum es completa amb un pròleg i una conferència de l'advocada i periodista Hildegart Rodríguez Carballeira.
En produir-se el cop d'estat del 18 de juliol de 1936 va buscar refugi a casa de la seva germana a Pozuelo de Aragón. Allí va ser detinguda pocs dies després i afusellada pel bàndol franquista el 7 de setembre de 1936 a les tàpies del cementiri de Fuendejalón, poble proper al seu. El seu marit, Arturo Romanos, va ser afusellat al cap de poc al poble saragossà de Tabuenca.
El cos de María Domínguez no seria retrobat i desenterrat fins al 31 de gener de 2021 al Cementiri de Fuendejalón, després de tres dies d'excavació, tot i que quedà pendent encara corroborar-ho amb ADN dels seus descendents. Miguel Ángel Capapé, president de l'Associació per a la Recuperació i Investigació contra l'Oblit (Arico), declarà que les restes trobades eren les d'una dona d'uns 50 o 60 anys "amb un tret al clatell i enterrat amb tres persones més tots homes". Les restes van ser portades a un laboratori i el Govern d'Aragó es va encarregar de confrontar l'ADN, i un cop es va ratificar la identificació, es retornà al cementiri de Fuendejalón per desig dels seus familiars, però en una sepultura digna i amb un homenatge "a l'altura que es mereix", assenyalaria Pilar Gimeno, presidenta de l'Associació de Familiars i amics dels Assassinats i Enterrats a Magallón (Afaaem).
L'enterrament i l'acte d'homenatge es va realitzar el 5 de setembre de 2021 juntament amb una altra víctima sense identificar i trobada a la mateixa fossa.

## Documental
En gener de 2015 la directora Vicky Calavia realitzà el documental María Domínguez. La palabra libre, amb participació de Javier Barreiro, Arturo Cejudo, Julita Cifuentes, Javier Fernández, Herminio Lafoz, Pilar Maluenda, Rosa Montero, Rosa María Pérez, Alberto Sabio i Mari Carmen Sánchez.

## Reconeixements

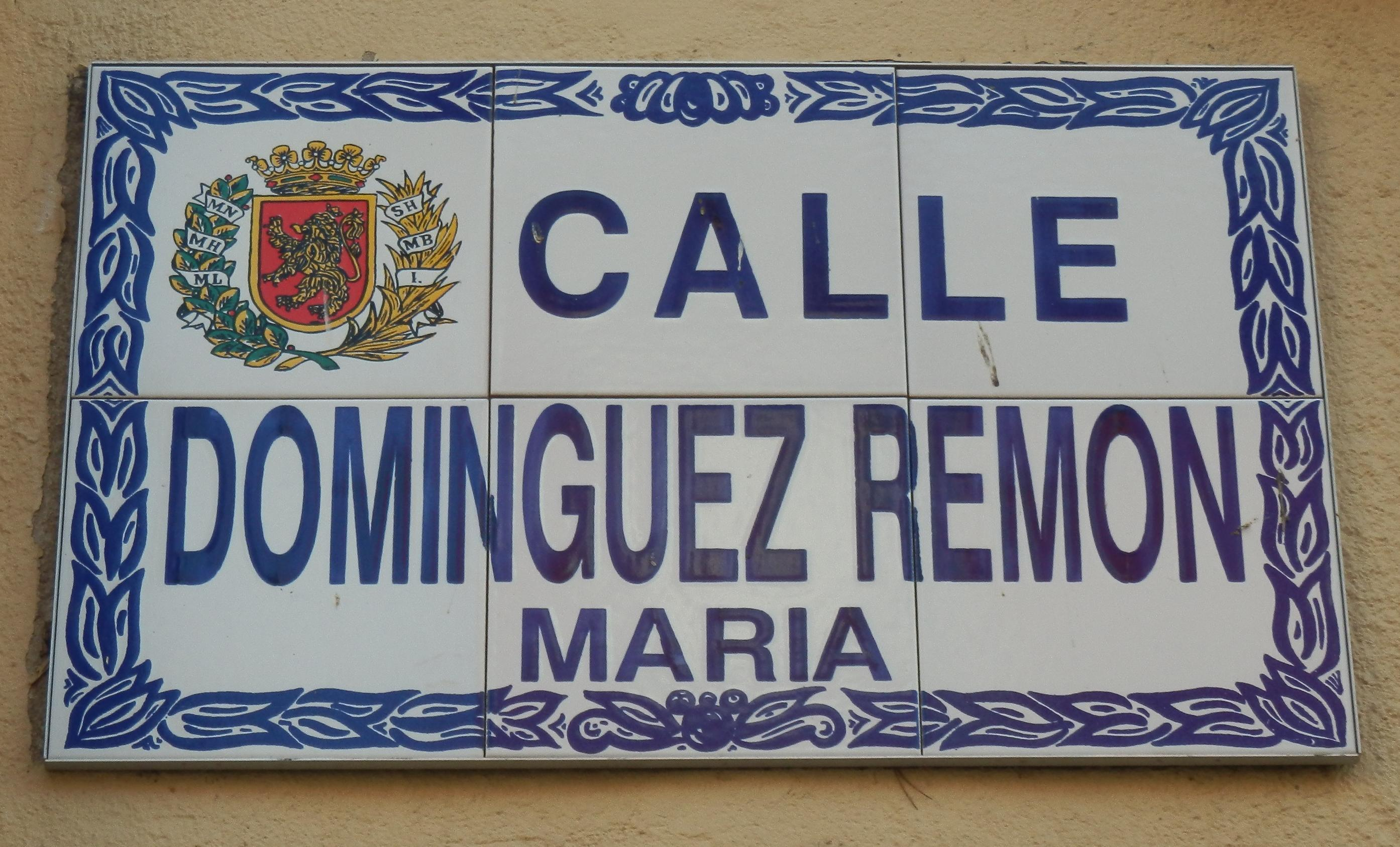
Placa del carrer de Saragossa dedicada a María Domínguez Remón.

El 1999 la Diputació Provincial de Saragossa li va concedir, a títol pòstum, la medalla de Santa Isabel. L'Ajuntament de Saragossa li va dedicar un carrer al barri del Picarral, que abans havia estat dedicat al general Monasterio, del bàndol franquista.
L'escola municipal de Gallur i un dels seus carrers també porten el seu nom. La Fundació María Domínguez de Saragossa, del PSOE, hi està dedicada. A Gallur hi ha l'Associació de Dones María Domínguez, que es dedica al treball comunitari i en suport de les dones.
El 19 de juny de 2021 va ser anomenada filla predilecta al seu poble natal Pozuelo de Aragón (Saragossa).
El 5 de setembre de 2021, coincidint amb el seu enterrament, va ser nomenada com a "filla adoptiva de Fuendejalón".